# Рихардссон, Рихард
Рихард Рихардссон (швед. Richard Richardsson, также Рикардссон, швед. Rikardsson; 1 февраля 1974 года, Эстерсунд, Швеция) — шведский сноубордист, чемпион мира и серебряный призёр Зимних Олимпийских игр 2002 в параллельном гигантском слаломе.

## Биография
Сын горнолыжника Пера-Улова Рихардссона, участника Олимпийских игр 1968 года. Девятикратный чемпион Швеции.
В Кубке мира участвовал с 1996 по 2006 год, впервые стал призёром этапа Кубка мира в марте 1997 года в Грехене (сноуборд-кросс). За всё время участия в Кубке мира поднимался на пьедестал более 20 раз, в том числе одержав четыре победы: в Капруне в параллельном слаломе в сезоне 1997/98, в параллельном гигантском слаломе в Саппоро в сезоне 1999/2000 и Берхтесгадене в сезоне 2000/01 и в гигантском слаломе в Бардонеккье в сезоне 2001/02. Стал победителем общего зачёта в слаломе в сезоне 1997/98.
На чемпионате мира 1999 года завоевал первое место в параллельном гигантском слаломе. Принимал участие в трёх Олимпийских играх: в 1998 году в Нагано не закончил вторую попытку в гигантском слаломе из-за падения, в 2002 году в Солт-Лейк-Сити завоевал серебряную медаль в параллельном гигантском слаломе и в 2006 году в Турине в этой же дисциплине выбыл из соревнований на этапе 1/8 финала, проиграв будущему бронзовому призёру Зигфриду Грабнеру.